# Ambasciatore di buona volontà
Un ambasciatore di buona volontà è una persona che sostiene una causa specifica (per esempio un Paese o un'organizzazione) sulla base della sua notorietà. Gli ambasciatori di buona volontà in genere supportano o promuovono ideali da un soggetto ad un altro, o nei confronti di una popolazione. Il termine deve essere distinto dal concetto similare di ambasciatore di marchio, che gioca un ruolo nella promozione di una società o di un prodotto attraverso l'interazione personale.
Ambasciatore di buona volontà può essere un individuo di un Paese che risiede o si trasferisce in un altro Paese, in una missione diplomatica (o missione di partnerariato internazionale) ad un livello tra pari; vale a dire: da Paese a Paese, da Stato a Stato, da città a città; o, come intermediario che rappresenta persone all'altro capo di una organizzazione.
Gli ambasciatori di buona volontà sono parte ufficiale (o non ufficiale) di governi e di organizzazioni culturali finché dura l'azione diplomatica;  personaggi famosi, scienziati, scrittori, noti attivisti, e altre figure della buona società vengono utilizzati per lo scambio di doni e regali, aiuti umanitari o per l'aiuto allo sviluppo.
Le missioni di buona volontà per conto di Paesi sono di solito eseguite o supervisionate dal capo dello Stato, ma non comportano necessariamente credenziali diplomatiche al di là di una lettera di presentazione (o lettera di credenziali). Tuttavia, alcuni Stati, come Haiti, rilasciano le credenziali che includono l'immunità diplomatica per gli ambasciatori di buona volontà.

## Organizzazioni che utilizzano ambasciatori di buona volontà
Una vasta gamma di organizzazioni impiegano ambasciatori di buona volontà per promuovere i loro programmi e contattare altre organizzazioni con i programmi che si basano su buone relazioni, da organismi internazionali come l'Organizzazione delle Nazioni Unite e l'Associazione delle Nazioni Unite, l'Unione africana e l'Unione europea, attraverso nazioni ed enti subnazionali (come il ruolo giocato dagli ambasciatori di buona volontà del Tennessee). Ambasciatori di buona volontà sono utilizzati anche da organizzazioni sociali e di raccolta fondi come Rotary International, i Lions International, Giochi olimpici, la Muscular Dystrophy Association e l'organizzazione degli ambasciatori di buona volontà Globcal International. Inoltre hanno programmi di ambasciatori di buona volontà una vasta gamma di organizzazioni delle Nazioni Unite, quali ad esempio il Programma delle Nazioni Unite per lo sviluppo, l'UNESCO, l'UNICEF e l'Organizzazione mondiale della sanità.